# Ruellia uribei
Ruellia uribei är en akantusväxtart som beskrevs av Emery Clarence Leonard. Ruellia uribei ingår i släktet Ruellia och familjen akantusväxter. Inga underarter finns listade i Catalogue of Life.